# アンヌ・クロード・ルイーズ・ダルパジョン
アンヌ＝クロード＝ルイーズ・ド・ノアイユ (Anne-Claude-Louise de Noailles, 旧姓 アルパジョンArpajon) は、マリー・レクザンスカ、マリー・アントワネットの二人のフランス王妃に仕えた女官。通称。ノアイユ夫人 。

## 生涯

### 出自
アルパジョン侯爵ルイ・ド・セヴェラック（1667年 - 1736年）とアンヌ＝シャルロット・ル・バ・ド・モンタルジの娘として誕生。父親はルエルグ地方の名門貴族アルパジョン侯爵家の最後の当主。 1720年にサン＝ジェルマン＝ル＝シャトレ侯爵領を購入していた。彼は摂政オルレアン公フィリップと大変親しかった。また、彼女の母もオルレアン公の娘ベリー公妃マリー・ルイーズ・エリザベート。また母の外祖父はジュール・アルドゥアン＝マンサール。

### 結婚
1741年11月27日アンヌ＝クロード＝ルイーズ・ダルパジョンはヴェルサイユ宮殿の礼拝堂で、ノアイユ伯爵、ポワ公、ムーシー公爵であり、後のフランス元帥であるフィリップ・ド・ノアイユと結婚した。

### 女官として
1768年に亡くなったマリー・レクザンスカ王妃の侍女であった彼女は、その資質が高く評価され、2年後に新しく王太子ルイのもとに嫁いできたマリー・アントワネット付き侍女長ないし女官長に任命された。
ノアイユ夫人は、王太子妃がヴェルサイユ宮廷の慣習と伝統に順応し、それを尊重するよう、フランスの宮廷儀礼を徹底的に教え込もうとしたが、若く衝動的な王太子妃に対し、それはあまり意味がないことだった。マリー・アントワネットは礼儀作法に口うるさいノアイユ夫人に対し、「マダム・エチケット」(Madame Etiquette)というあだ名をつけた。
1774年にルイ15世が亡くなり、マリー・アントワネットがフランス王妃となると、王妃は早速ノアイユ夫人を解任し、親しいランバル公妃を降任にあてた。
その後、ノアイユ夫人は王の叔母にあたるアデライード王女とヴィクトワール王女が王から与えられたベルヴュ城で開いていた反・王妃の貴族たちの集まりの一員となっている。

### フランス革命
フランス革命が始まり、1789年に三部会が開かれると、伯爵夫人の二人の息子は三部会の議員に選出された。二人のうち弟のルイ・マルク・アントワーヌ・ド・ノアイユ子爵のほうが貴族の特権の廃止に熱心だったことで目立っている。
フランス革命の過激化により、多くの貴族が海外へ亡命した中、フランスに留まったノアイユ夫妻は、反革命容疑者法に基づき、逮捕・投獄され、最終的に1794年6月27日、パリのナシオン広場にてギロチンで処刑された。
彼らの遺体はピクピュス墓地の共同墓地に投げ込まれた。

## 家族
夫のフィリップ・ド・ノアイユとの間に5男1女を儲けたが、成人したのは3人のみ。
- ルイーズ＝シャルロット・ド・ノアイユ（フランス語版） - 母と同じく、マリー・レクザンスカ、マリー・アントワネットの二人のフランス王妃に仕えた。1760年にデュラス公爵エマニュエル・セレスト・ド・デュルフォールと結婚した。
- シャルル＝アドリアン・ド・ノアイユ - ポワ公、夭折(1747年)
- ルイ＝フィリップ・ド・ノアイユ - ポワ公、夭折 (1748年-1750年)
- ダニエル＝フランソワ＝マリー・ド・ノアイユ - ノアイユ侯爵の後、ポワ公、夭折(1750年-1752年)
- フィリップ＝ルイ・ド・ノアイユ（フランス語版） - ポワ公、ムシー公、三部会議員
- ルイ・マルク・アントワーヌ・ド・ノアイユ - ノアイユ子爵、三部会議員。